# Битка за Лопера
Битката при Лопера е сражение между 27 и 29 декември 1936 г. по време на Гражданската война в Испания. Тази битка е по време на офанзивата на националистите в Асейтуна.
На 27 декември XIV Интернационална бригада започва атака, за да освободи контролирания от националистите град Лопера, но нападението се проваля след два дни и бригадата претърпява ужасяващи загуби.

## Предпоставки
През декември 1936 г. Гонсало Кейпо де Ляно започва офанзива, за да превземе района за отглеждане на маслини в Андухар, провинция Хаен. След това републиката изпраща наскоро сформираната XIV Интернационална бригада на фронта на Андухар, за да освободи град Лопера, окупиран от националистите на 24 декември.

## Битката
На 27 декември бригадата започва атака, за да си върне град Лопера. XIV бригада (3 000 бойци), водена от генерал Карол Сверчевски, няма подготовка или телефонни комуникации. Освен това те нямат въздушна или артилерийска подкрепа. На този фронт националистите имат войската на командир Редондо с ударна бригада от андалуски рекете (2 000 души) и 2 000 марокански редовни войници и испанска кавалерия. Бригадистите са унищожени от националистите с картечен огън, минохвъргачки и артилерия. След 36 часа атаката е прекратена.

## Последица
Бригадата губи 900 души (300 убити), сред които английските поети Джон Корнфорд и Ралф Уинстън Фокс. Английската рота на 10-ти батальон губи 78 души от 145. След битката Андре Марти нарежда задържането на командира на френския батальон на бригадата Гастон Деласал. Деласал е обвинен в некомпетентност, страхливост и че е фашистки шпионин и е екзекутиран чрез разстрел.